# 梁中昀
梁中昀，BBS，MH（1950年4月9日—2006年9月8日），曾任香港學聯旅遊董事局主席，香港家長協進會主席。梁中昀出生於香港，於1978年已婚，妻子是陳倩霞，育有一對子女。  梁中昀是藝人劉德華的中學老師。

## 交通事件
在2006年9月8日，因香港仔電單車交通意外去世，享年56歲。 案發現場是香港仔香島道近海洋公園對開的一個左轉彎位。梁生前曾兼任金文泰中學家長教師會主席，為紀念他對學校的貢獻，他的遺孀陳倩霞把喪事所得帛金，於該中學成立以他為名的紀念助學金，以幫助有需要的同學。

## 榮譽獎項
- 銅紫荊星章 (BBS) 2005年
- 榮譽勳章 (MH) 2000年

## 職業
- 中華遊學有限公司 董事總經理
- 京港國際培訓中心 董事局主席
- 夢想語言工作室 執行董事
- 恒達旅遊有限公司 執行董事
- 中國風險投資網絡有限公司 執行董事
- 中華網絡大學有限公司 行政總裁
- 亞洲訊息（控股）有限公司 主席兼行政總裁
- 新凱國際有限公司 執行董事
- 康萊國際有限公司 執行董事
- 三寶發展有限公司 董事總經理
- 永盛水泥（香港）有限公司 董事總經理
- 學聯旅遊 董事局主席
- 新城文化服務有限公司 董事經理
- 新華通訊社 教育科技部 學生處處長
- 嗇色園的可立中學 教師、體育科科主任

## 社會公職／社會活動
- 香港新一代文化協會 會長
- 香港青年社團聯盟 會長
- 雅健體藝社 創會社長
- 香港青年發展議會 創會副主席
- 學友社 社務顧問
- 香港青年協進會 顧問
- 課程發展議會 委員
- 教育署學位分配諮詢委員會 委員
- 教育上訴委員會 委員
- 香港考試及評核局基本能力評核委員會 委員
- 香港資訊教育城督導委員會 成員
- 傑出學校獎勵計劃評審小組 成員
- 廉政公署社區關係市民諮詢委員會 委員
- 電影審查上訴委員會 委員
- 電影檢查審核委員會 委員
- 國民教育中心 董事
- 金文泰中學學校管理委員會 委員
- 家長教育導向委員會 委員
- 香港家長協進會 主席
- 香港東區家長教師會聯會 創會會長
- 金文泰中學家長教師會 主席
- 雲南省第九屆政協 委員
- 弘揚抗疫精神諮詢委員會 委員
- 香港各界歡迎楊利偉一行訪港活動執委會 副主席

## 外部連線
- 家人允捐[永久] 眼角膜，藝人劉德華恩師梁中昀遺愛人間。